# Fotbal Club Rapid București
Il Fotbal Club Rapid București, nota in Italia come Rapid Bucarest, è una società calcistica rumena con sede nella città di Bucarest.
Fondata nel 1923, ha vinto 3 campionati rumeni, 13 Coppe di Romania e 4 Supercoppe di Romania. A livello internazionale vanta 2 Coppe dei Balcani e i quarti di finale della Coppa UEFA 2005-2006.
Nel luglio 2016 il club è andato in bancarotta ed è stato sostituito in massima serie dall'ACS Poli Timișoara. Nel giugno 2018 il titolo sportivo del Rapid fu comprato dall'Academia Rapid, che dunque ottenne il diritto di fregiarsi del titolo di erede del Rapid.
Il club gioca in Liga I, primo livello del campionato rumeno di calcio.

## Storia

### Gli inizi e il periodo tra le due guerre (1923-1945)
La storia del club inizia il 25 giugno 1923, quando, in un'aula della scuola elementare del quartiere Grivița, i lavoratori delle Officine Grivița gettarono le basi della Asociaţia culturală şi sportivă CFR. Il primo comitato comprendeva: il caposquadra Teofil Copaci (che divenne presidente dell'associazione), Grigore Grigoriu (che divenne il primo capitano della squadra), Dumitru Constantinescu, Géza Ginzer, Tudor Petre, Franz Hladt. La rosa venne formata nel settembre seguente, dopo la fusione di "Ateliere" con quelli di "Excelsior" (che rappresentava il distretto lavorativo "Steaua" e che era guidato da Emil Dobrescu, V. Constantinescu, Gh. Mărculescu, D. Itu).

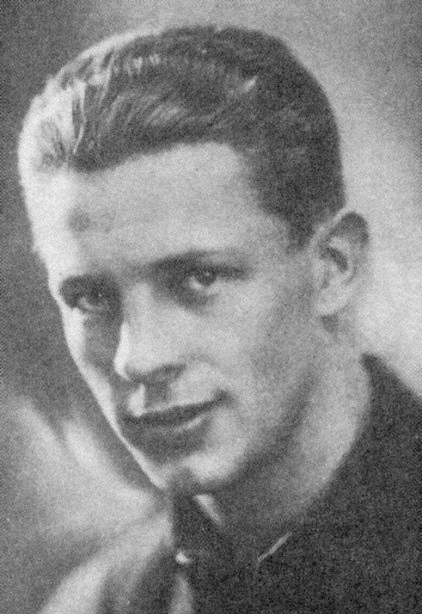
Iuliu Baratky, giocatore del club nel periodo 1936-1944

Fino al 1932, il CFR ha giocato nel campionato di Bucarest, non riuscendo a qualificarsi per la fase finale del campionato.
Nella stagione 1932-1933 entrò in Division A, la prima stagione della competizione nel sistema divisionale. A partire da questa stagione, la squadra ha il campo Giulești come base di allenamento e luogo per le partite ufficiali. La prima partita della squadra in Division A fu quella con la Ripensia Timișoara, giocata l'11 settembre 1932 e vinta per 3-2. Il primo marcatore della storia del club in Division A è stato Francisc Boroș. Nel 1935 si aggiudica il suo primo trofeo, vincendo la coppa di Romania 1934-1935, battendo in finale il Ripensia Timișoara.
Nel 1936 la squadra cambiò nome in Rapid Bucarest , prendendo a modello il blasonato club austriaco del Rapid Vienna. Nella stagione 1937-1938, la squadra si qualifica per la finale del campionato nazionale, dopo aver terminato la stagione regolare al primo posto. La finale si giocò contro il Ripensia Timișoara, che si aggiudicò sia andata che ritorno per 0-2.
Nel periodo tra le due guerre, la squadra ferroviaria fu tra le migliori squadre della Romania, vincendo sette Coppe di Romania. Tra il 1937 e il 1942 vinse la Coppa di Romania per sei volte di seguito, un record mai raggiunto da un'altra squadra rumena fino ad ora.
Nel 1940 il Rapid è la prima squadra di calcio in Romania a qualificarsi per la finale di una Coppa dell'Europa Centrale, che però non venne disputata per lo scoppio della seconda guerra mondiale. Dopo aver battuto l'Hungária MTK nei quarti di finale e il Građanski Zagabria in semifinale, i ferrovieri avrebbero affrontato il Ferencváros in finale.

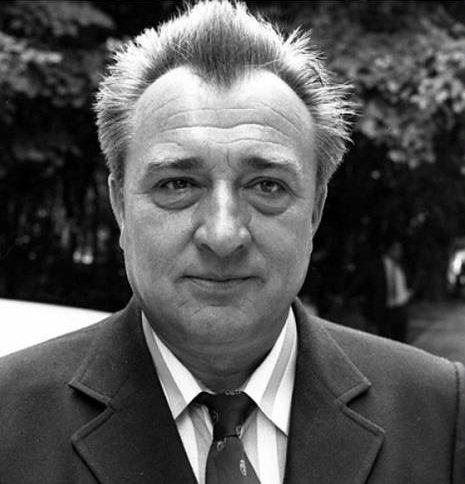
Valentin Stănescu, l'allenatore che vinse il titolo con il Rapid nel 1967, anche lui ex giocatore del club e simbolo, lo stadio fu ribattezzato in suo onore.

### Il dopoguerra (1945–1975)
Dopo la guerra, la squadra torna alle competizioni disputando il Campionato della Capitale nell'edizione 1945-1946, classificandosi al 4º posto in finale. Nell'anno agonistico 1946-1947, prima stagione ufficiale dopo la fine della guerra, la squadra (ribattezzato CFR) finisce al quinto posto, a due punti dal secondo posto e a 13 dal primo. Nella stagione successiva, 1947-1948, la squadra finisce al terzo posto, dietro al CFR Timișoara e IT Arad, e nella stagione 1948-1949 finisce al secondo posto, a cinque punti dai campioni dell'ÎC Oradea. Il 20 marzo 1949, il CFR Bucarest ottiene la vittoria più netta della sua storia, 12-2 contro il CFR Cluj. 
Nel campionato 1950, che si rifaceva al modello sovietico (sul sistema primavera-autunno), la squadra finì al secondo posto. All'inizio di questa stagione la squadra diventa Locomotiva, dopo l'imposizione giunta di imporre a tutte le squadre del paese legate all'industria ferroviaria questo suffisso. La prima retrocessione arrivò nel 1951, quando si classificò undicesima, perdendo la categoria per differenza reti con il Locomotiva Târgu Mureş. Venne promosso dopo un anno, retrocedendo nuovamente nel 1954. Il club tornò nuovamente dopo un anno in massima serie.
Dalla stagione 1957-1958 si torna al sistema autunno-primavera, ed i ferroviari finiscono a metà della classifica. Nel 1958 il club riassume il nome Rapid. Negli anni successivi la squadra finì al 4º posto (1958-1959) e al 10º (1959-1960).

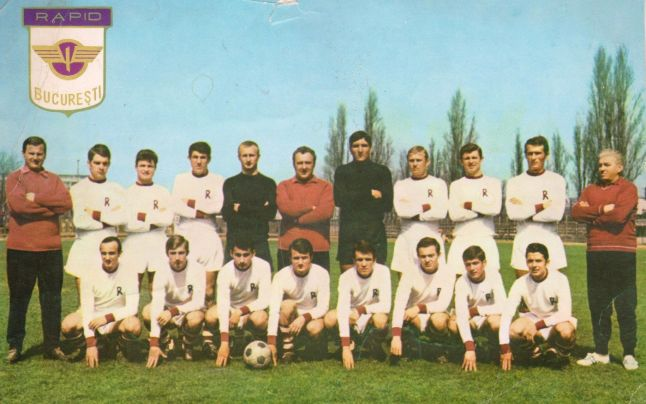
La squadra del Rapid Bucarest nella stagione 1966-1967, in cui vinse il suo primo titolo nazionale

Il periodo degli anni '60 è stato uno dei migliori nella storia del club. Nel 1961 raggiunse la finale della coppa di Romania, dove perse contro l'Arieșul Turda. Anche nell'edizione 1961-1962 raggiunse la finale, persa questa volta contro la Steaua Bucarest.
In questi anni il club è solitamente nelle prime posizioni, periodo positivo culminato nella stagione 1966-1967 quando il Rapid vincere il suo primo titolo rumeno. 
Dopo questo primo successo, nelle successive quattro edizioni del campionato la squadra occupa, fatta eccezione per la stagione 1967-1968 (quando comunque raggiunge la finale di coppa di Romania, che perde contro la Dinamo Bucarest per 1-3 ai supplementari), i primi posti del podio, dopodiché inizia a scivolare verso la parte bassa della classifica. Nell'edizione 1971-1972 il Rapid raggiunse la finale della coppa nazionale, che vinse contro Jiul Petroșani.
Nella stagione 1973-1974 si classifica sedicesimo, retrocedendo per la terza volta in cadetteria. Come nelle precedenti occasioni, torna in massima serie dopo un solo anno, raggiungendo nella stessa stagione la finale della Cupa României 1974-1975, nella quale sconfiggerà l'FCU Craiova.

### Tempi turbolenti, periodo degli ABBA (1975–1990)

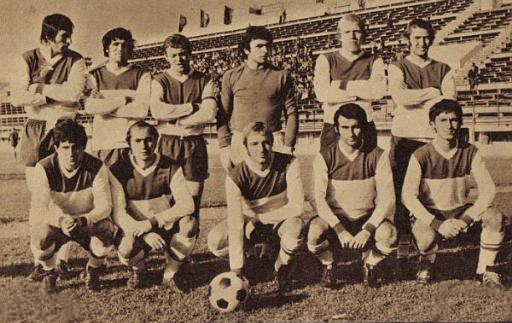
Squadra del Rapid București nella stagione 1974-75, in cui è stata promossa in prima lega e ha vinto anche la Coppa di Romania.

Questi sono gli anni più bui per il calcio ferroviario. Dopo il ritorno dalla Divisione B nel 1975, nella stagione 1975-1976 la squadra si classificò 14° in campionato, e la stagione successiva 16°, retrocessa per la quarta volta in seconda fascia, dove rimarrà, questa volta, sei stagioni. In questi anni la squadra, dalla posizione di seconda divisione, occupa i seguenti posti in classifica: 4 (1977-1978), 6 (1978-1979), 2 (1979-1980), 3 (1980-1981), 2 (1981-1982) e il 1º posto (1982-1983), guidando in questo periodo una feroce rivalità con Petrolul Ploiești e Progresul București. Il ritorno in prima divisione si deve agli allenatori Valentin Stănescu (che portò anche il primo titolo nel 1967) e Viorel Kraus e al gruppo di giocatori composto da: Ion Gabriel, Manu, Popescu, Paraschiv, Pîrvu, Șișcă, Tiță, Iancu, Cojocaru, Ion Ion, Manea, Ad. Dumitru, Petruț, Ispas, C. Dumitriu, Avram, Damaschin, Marta, Lazăr, Koti, Săftoiu, A. Mincu, Petre Petre.
Nell'anno agonistico 1983-1984 il Rapid occupa il 13º posto in Serie A, e negli anni successivi i posti: 11 (1984-1985), 8 (1985-1986), 14 (1986-1987), 13 (1987-1988) ). Nella stagione 1988-1989 retrocesse per la quinta volta, classificandosi 17º. Quest'anno raggiunge le semifinali di Coppa di Romania, dove incontra la Steaua, e perde con il punteggio di 2-3 dopo un gol segnato al 90'
Il 14 agosto 1985, il Rapid subì la sconfitta più grave del campionato, sul campo di Corvin, segnando 9-0.  Il 3 maggio 1989 si gioca Rapid-Steaua 2-8, la partita con il maggior numero di gol ricevuti in casa da Giulesti.

### Il periodo di gloria (1990–2008)
Rapid raggiunge le sue prestazioni più importanti a livello nazionale e internazionale. Dal 1993 la squadra è stata rilevata da George Copos. Nel 1999 e nel 2003 ha vinto il campionato,  e nel 1998, 2002, 2006 e 2007 la Coppa di Romania. Nel 2006, il Rapid si è qualificato per la Coppa UEFA come vincitore della Coppa di Romania, ed è anche riuscito a qualificarsi per la prima volta nei gironi di questa competizione, nella seconda stagione da quando la UEFA ha introdotto questo formato per la seconda competizione interclub più importante in Europa. I bianconeri hanno superato i gironi, e nel sedicesimo hanno incontrato i tedeschi dell'Hertha Berlin, che hanno eliminato dopo 1-0 a Berlino, all'Olympiastadion .e 2-0 su "Giulești", così i rapidisti arrivano all'ottavo posto. In questa fase, i Rapids si sono imbattuti in un'altra squadra tedesca, una delle grandi favorite per la vittoria della Coppa UEFA in quella stagione, l'Hamburger SV (o SV Hamburg), che hanno battuto dopo 2-0 su "Giulești" e 1-3 su L'AOL Arena (la squadra del Rapid si è qualificata per il gol in trasferta), e nei quarti di finale ha incontrato la Steaua, l'altra squadra rumena con la più alta prestazione nella storia della Coppa UEFA. È stata una lotta drammatica, dove i vincitori sono arrivati dalla Steaua, dopo 1-1 a "Giulești" e 0-0 al National Stadium (la Steaua si è qualificata per il gol in trasferta). È stata la più grande prestazione europea della squadra bianconera dopoSeconda guerra mondiale.

### I rapidisti "deragliano" (2008-2016)
Dopo quella stagione, la situazione finanziaria del Rapid è stata complicata, in parte, dalla condanna penale del proprietario George Copos nel Transfer File e poi nel file "Lottery".  Anche le prestazioni sono diminuite, dopo essere arrivato 3 ° nel 2007–2008, con il Rapid che è arrivato 7–8 tre volte nei cinque anni successivi.
Il 10 maggio 2013, la Commissione Disciplinare della Federcalcio rumena ha deciso di non concedere al club una licenza per la Lega 1 per la stagione 2013-2014. Il 6 luglio, il Comitato Esecutivo della FRF ha deciso che 18 partiti avrebbero partecipato al primo scaglione. Mircea Sandu ha annunciato che per decidere la diciottesima squadra si giocherà una diga tra Concordia e Rapid. Questa diga si è svolta il 13 luglio allo stadio Dinamo alle 21:00 ed è stata vinta dal Rapid 2–1.
La Concordia ha però contestato la legalità di questa diga, in quanto il Rapid non aveva la licenza per la Lega I. Dopo che erano già state giocate due fasi, il 2 agosto il Tribunale Arbitrale dello Sport (TAS) di Lossane ha stabilito che l'organizzazione della diga era illegale e doveva rimanere in Lega I, e il Rapid doveva essere retrocesso.
Il 17 maggio 2014, la Commissione Licenze della Federcalcio rumena ha deciso di non concedere la licenza per la stagione 2014-2015 della Lega 1.  Il Club Rapid ha deciso di ricorrere in appello al Tribunale per l'arbitrato sportivo, ma non poteva permettersi il importo di 30.000 Di euro; questo è stato raccolto attraverso una raccolta di tifosi della squadra, e TAS ha accolto il ricorso, costringendo la Federazione a concedere al Rapid la licenza per la stagione di Lega I.

### Fallimento e rinascita (2016-oggi)
Nella stagione 2015-2016, il Rapid è arrivato primo in Serie I della Seconda Lega,  ma dato che il club non si stava riprendendo finanziariamente, la squadra maggiore è rimasta con pochi giocatori e nessun allenatore. Dopo che un tribunale di primo grado ha dichiarato il club fallito, l'FC Rapid non ha potuto nemmeno registrare nuovi contratti, quindi non ha potuto formare una squadra con cui iscriversi alla Lega 1 nella stagione 2016-2017.  Ciò portò allo scioglimento del club. Quell'autunno, l'ex direttore marketing, Horia Manoliu, ha segnato nella 5ª lega di Bucarest, l'AFC Rapid, che ha rilevato le serie bambini e ragazzi e ha schierato in quel campionato una squadra basata sul gruppo delle giovanili nate nel 1998-1999-2000, con cui ha vinto il campionato nella stagione 2016-2017. Horia Manoliu ha affermato che la squadra è il successore dell'ex FC Rapid e che, quindi, continua a contribuire al suo record.
Nella stagione 2017-2018, su iniziativa del Municipio di Settore 1, viene costituita l'associazione sportiva, AS Academia Rapid, che si è iscritta alla 4ª Lega di Bucarest. Guidato da ex giocatori del Rapid come: Daniel Niculae (presidente), Daniel Pancu (direttore tecnico), Nae Stanciu (manager) e Constantin Schumacher (allenatore), l'Academia Rapid è stato iscritto in 4a lega al posto della squadra del Movimento CFR , un club Phoenix fondato dai tifosi della squadra.  Nel 2018, Academia Rapid ha ottenuto il diritto di essere chiamato FC Rapiddopo aver acquisito all'asta il marchio del club sciolto, il marchio ei colori, diventando così il successore legale dell'FC Rapid Bucarest fondato nel 1923. Il rilancio della squadra in questo modo fu sostenuto dalla maggioranza assoluta dei tifosi. Dal 2017, l'FC Rapid è stato promosso consecutivamente per due stagioni dalla League 4 alla League 2.
Nell'estate del 2021, il Rapid è stato promosso in Lega I, sei anni dopo l'ultima apparizione nella prima fase del calcio rumeno. Mihai Iosif è l'allenatore con cui è stato promosso il Rapid, ancora sulla panchina di Giulesti. Daniel Niculae, l'ex grande giocatore, è tornato al club come presidente.

## Colori e simboli

### Colori
I colori ufficiali del club della capitale rumena sono il bianco e il ciliegia (amaranto). Questi si trovano sullo stemma e sugli equipaggiamenti utilizzati nel corso della sua lunga storia. Questi sono stati scelti da Teofil Copaci, Grigore Grigoriu, Dumitru Constantinescu, Géza Ginzer, Tudor Petre, Franz Hladt che ha fondato il club. Le prime attrezzature sono state realizzate in panno di ciliegio nella casa di Grigore Grigoriu, e gli stivali con borchie sono stati ricondizionati da stivali logori di Ateliere.

### Simboli ufficiali

#### Stemma
Lo stemma del club Rapid era solitamente composto dal simbolo CFR -ist. Poco dopo l'inizio del sistema comunista in Romania, Rapid fu costretto dalle autorità comuniste a tornare al nome di CFR Bucarest . Nel 1950 diventerà la locomotiva di Bucarest , avendo come simbolo una locomotiva a vapore rossa. Dal 1958 il club è stato ribattezzato Rapid Bucharest , adottando il logo che è cambiato in modo relativamente insignificante fino all'acquisto del club da parte di George Copos, che con il suo arrivo ha cambiato il suo stemma. Nel 2001 è stato scelto l'attuale stemma di Rapid. Si è scoperto che la fonte di ispirazione è, a quanto pare, un club emblematico d'Europa, vale a direBenfica Lisbona, il club più titolato del Portogallo, sul cui stemma compare un'aquila leggendaria.

#### Inno
L'inno dei Rapid, noto anche come "Siamo ovunque a casa" , è stato composto da Victor Socaciu sui testi di Adrian Păunescu.  Questo inno è nato nel giugno 1980, presso la redazione di Flacăra, dall'incontro di Adrian Păunescu con Victor Socaciu, Ovidiu Ioanițoaia, giornalista sportivo della rivista Flacăra, e con Victor Niță , anche lui della rivista Flacăra. Le idee per l'inno arrivarono rapidamente al maestro Adrian Păunescu e iniziò a comporre sul posto e, allo stesso tempo, Ovidiu Ioanițoaia scrisse i testi dettati su un tovagliolo.

## Strutture

### Stadio

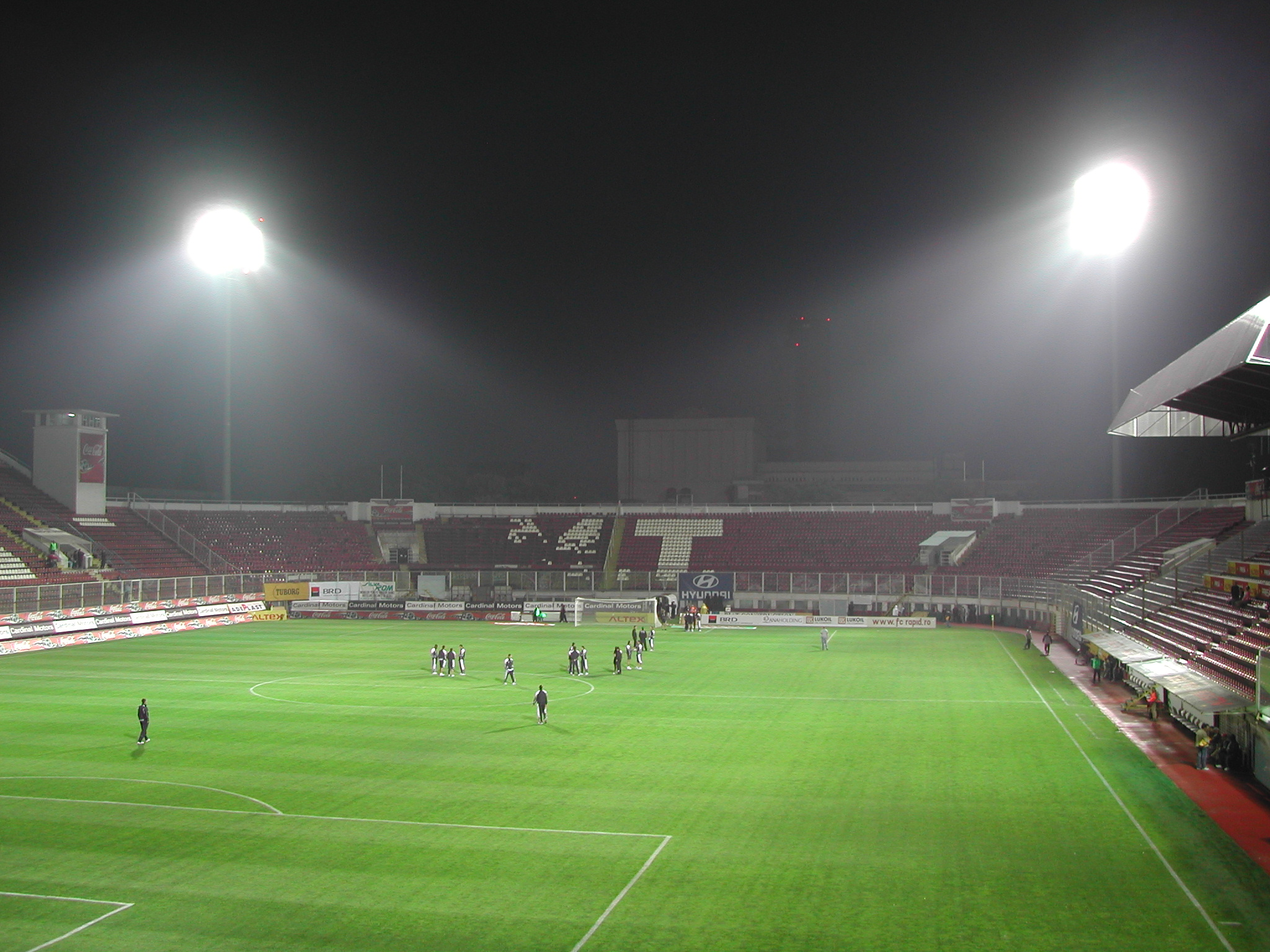
Il vecchio stadio Giulesti - Valentin Stanescu

La costruzione iniziò nel 1936 e iniziarono i lavori per erigere lo stadio vicino a Grant . Due anni dopo, la costruzione fu completata, dando alla squadra del Rapid una copia più piccola del "ferro di cavallo" della squadra dell'Arsenal a Londra. Ufficialmente lo stadio fu inaugurato il 10 giugno 1939, in occasione del 70º anniversario della messa in servizio del primo treno in Romania alla presenza del re Carol II e del Granduca Mihai de Alba Iulia. A quel tempo, Rapid aveva una delle arene più grandi e moderne del paese, ma non aveva la capacità di ANEF o erba e installazioni notturne come Venus. Tra gli ospiti della cerimonia di apertura c'erano il re Carol II di Romania, il principe Michele di Romania e il principe Paolo di Grecia. Si distinse per la sua architettura Art Déco e divenne rapidamente un simbolo del quartiere operaio di Giulești. È sfuggito ai tentativi di sistematizzazione dal 1975 al 1990.
La costruzione della tribuna nord è stata completata a metà degli anni '90 e la capacità è stata aumentata a 19.100 posti. La terra è stata cambiata nel 2003 ed era considerata la migliore della Romania a quel tempo. Il proiettore è stato installato nell'estate del 2000. Lo stadio è stato chiamato "Valentin Stanescu" a2001, a nome dell'allenatore che vinse il secondo campionato con il Rapid, ma è ancora conosciuto come "Giulești Stadium", dal nome del quartiere in cui si trova. I punti di riferimento vicino allo stadio sono il ponte Grant, il teatro Giulești, la Gara de Nord (stazione nord) e i cantieri ferroviari di Grivița.A causa della costruzione, dopo la rivoluzione, del secondo prato, il "Potcoava" è stato chiuso e la capacità dello stadio è stata pari a 19.100 posti. 

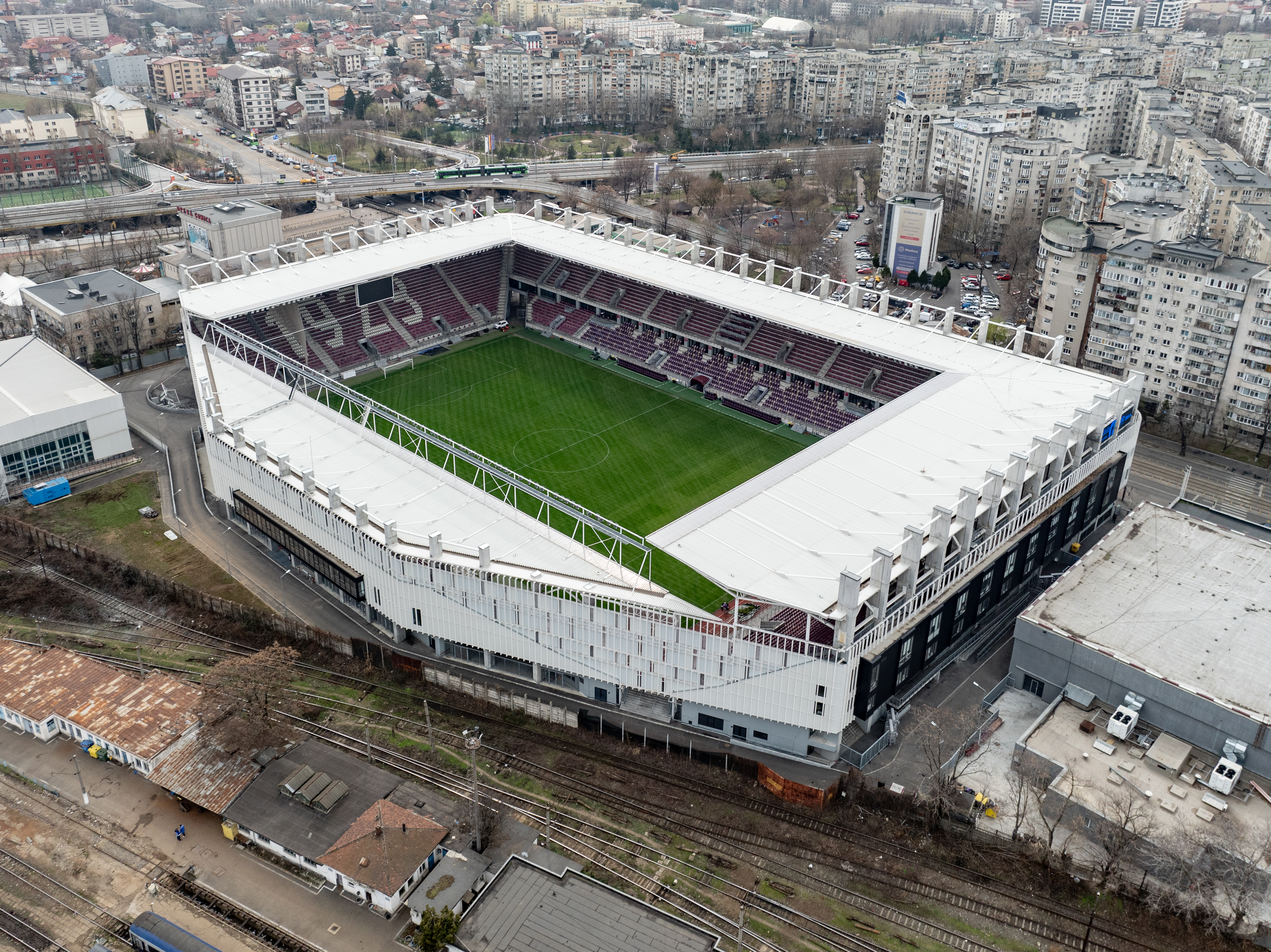
stadio Rapid-Giulesti

Gli ammodernamenti sono proseguiti nel 2003, quando il manto erboso è stato completamente modificato. Attualmente il vecchio prato è chiuso, a seguito di alcune decisioni a livello di gestione del "periodo Copos". Lo stadio Rapid-Giulești è uno stadio di calcio in costruzione a Bucarest , in Romania. Sarà lo stadio di casa della squadra dell'FC Rapid Bucharest . Lo stadio costerà 36,5 milioni di euro e sarà situato nel quartiere Giulești, sull'ex sito dello stadio Giulești-Valentin Stănescu. Avrà 14.050 posti, tutti in posti. L'apertura dello stadio è prevista per la primavera del 2021.
Con l'annuncio che la Romania ospiterà 4 partite all'interno del Campionato Europeo di Calcio 2020, oltre allo stadio dove si giocheranno le partite del torneo, la National Arena di Bucarest , sono stati necessari altri stadi per gli allenamenti delle squadre. Pertanto, sono stati selezionati 4 stadi: Stadio Arcul de Triumf, Stadio Steaua, Stadio Dinamo e Stadio Giulești-Valentin Stănescu. Poiché non rispettavano gli standard UEFA, sono stati necessari lavori di ristrutturazione dei 4 stadi.
Per lo stadio Giulești - Valentin Stănescu, l'arena è stata demolita e sostituita con una moderna. Il numero dei seggi è stato ridotto, da 19.100 a 14.050. Il nuovo stadio comprenderà anche una pista di atletica sotto le tribune, una palestra sotto il North Lawn, 28 alloggi per gli atleti, spazi amministrativi, un negozio, una zona pranzo, spazi per media e VIP.
Inizialmente, lo stadio doveva chiamarsi Rapid Arena, ma il 16 aprile 2021 è stato annunciato il nome ufficiale, Rapid Stadium - Giulești. È stato inaugurato il 26 marzo con 14.000 spettatori nel match con il Politechnica Timisoara terminato 1-0 con gol di .

### Centro di addestramento
Situato nella parte nord-est di Bucarest nel quartiere Nuova Bucarest , il centro sportivo ProRapid fu acquistato dall'allora proprietario George Copos su richiesta di Mircea Lucescu, l'allenatore che vinse il secondo campionato nella storia del club Giulesti, inaugurato nel 1998 . Inizialmente, il complesso aveva quattro campi da calcio e una moderna base di allenamento. Ma, negli anni, la struttura ha conosciuto il degrado e l'indifferenza delle persone che la possedevano. Alla fine degli anni '90, "Pro Rapid" era considerata la base di allenamento più moderna del paese.
La struttura si estende su cinque ettari e comprende diversi parchi giochi, tre campi da tennis e una piscina coperta. Poi c'è un edificio dove si sono accampati i giocatori, la base è circondata dal Lago Străulesti, dove sono distribuite diverse stanze: il secondo edificio in ordine di grandezza ospita l'alloggio dei giocatori al primo piano e le sale mediche al piano terra. (compresa fisioterapia e riabilitazione), spogliatoi (per giocatori e allenatore), palestra; nell'edificio che comprende bar e ristorante sono ubicati gli alloggi per i giocatori delle squadre giovanili. Nel giugno 2016, la società SC FC Rapid SA viene dichiarata fallita dal Tribunale di Bucarest e la base ProRapid entra in un periodo di continuo degrado. Attualmente la squadra di calcio si sta allenando sulla base della formazione Coresi .

## Società
Il 26 luglio 2018 Victor Angelescu ha acquistato circa il 40% delle azioni del club e successivamente, nel 2022, ha acquisito la quota di maggioranza, diventando l'azionista di maggioranza del club Giulesti. Il 24 maggio 2022, l'uomo d'affari, Dan Sucu, ha acquisito il 50% delle azioni del club.
FC Rapid Bucharest è una società per azioni dal 1992. La proprietà è così suddivisa: il 50% è attribuito a Victor Angelescu e Dan Sucu, e il restante 3% appartiene all'Academia Rapid București 1923. Dopo il fallimento di primo grado della decisione del club, l'FC Rapid non ha potuto registrare nuovi contratti, quindi non è stato possibile costruire una squadra da registrare nella stagione 2016-17. Infine, il 14 dicembre 2016, il Rapid è stato ufficialmente dichiarato fallito, dopo mezza stagione di inattività. Dal 1992 il club della Giulestea è stato guidato dall'imprenditore George Copos che dopo aver condotto il club a due campionati nel 2013 dopo la sua condanna nel caso di trasferimento, ha lasciato il club, ha venduto il club a Nicolae Cristescu, che ha guidato il club solo 3 anni, acquistato da Valerii Moraru.
Il 12 giugno 2018, dopo 18 aste durante le quali il prezzo del marchio Rapid è diminuito di circa 3 milioni di euro, l'Academia Rapid ha acquistato il marchio FC Rapid Bucarest, diventando ufficialmente il successore del club originario. L'operazione è stata effettuata per un importo di 406.800 euro, dando così legittimità alla nuova entità, sebbene fosse già stata accettata dalla maggior parte dei tifosi ed ex leggende del club come successore del club.

### Organigramma societario
Dal sito ufficiale della società.
| Ruolo                               | Nome                                  |
| ----------------------------------- | ------------------------------------- |
| Proprietari                         | Victor Angelescu (50%) Dan Șucu (50%) |
| Presidente                          | Daniel Niculae                        |
| Responsabile del Performance Center | Cristian Buturuga                     |
| Responsabile centro giovanile       | Vasile Maftei                         |
| Team manager                        | Fiorentino Ione                       |
| Delegare                            | Ionuț Voicu                           |
| Addetto stampa                      | Lucian Ionescu                        |
| Direttore della sicurezza           | Adriano Olariu                        |
| Direttore del marketing             | Daniel Carciug                        |
| Direttore dei social media          | Alex Paraschiv                        |
| Contabile                           | Elena Radu                            |

### Settore giovanile
L'accademia giovanile di Rapoid ha dato nomi importanti per il calcio rumeno e internazionale come: Rică Răducanu; Tefan Barbu; Alessandro Apolzan; Giustino Apostolo; Ione Dumitru; Costantino Dinu; Nicolas Georgescu; Ion Pop; Nicolae Lupescu; Dan Coe; Ion Motroc; Ilie Greavu; Ione Manù; Fiorino Marino; Nicolae Manea; Alexandru Neagu; Constantin Nasturescu; Teofil Codreanu; Fănel Țîră; Mihai Iosif; Nicolae Stanciu; Daniele Nicola; Alexandru Ioniță

## Allenatori e presidenti

### Allenatori

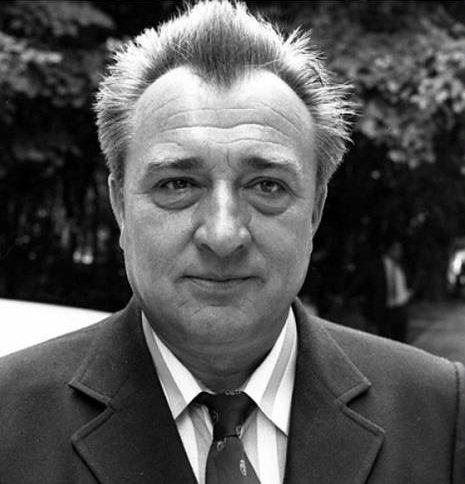
Valentin Stănescu

In totale sono 88 gli allenatori che hanno guidato il Rapid. Il primo fu Marin Himer che allenò la squadra dal 1923 al 1925, mentre l'allenatore più longevo sulla panchina del Rapid fu Valentin Stanescu, che rimase alla guida della squadra per cinque stagioni (dalla stagione 1962-1963 alla stagione 1967). -68, dalla stagione 1981-1982 alla stagione 1983-1984 è tornato alla banca Giulesti). Con Valentin Stănescu ha vinto il primo campionato nel 1967 seguito da Mircea Lucescu che ha vinto il campionato nel 1999 e con Mircea Rednic il campionato nel 2003.

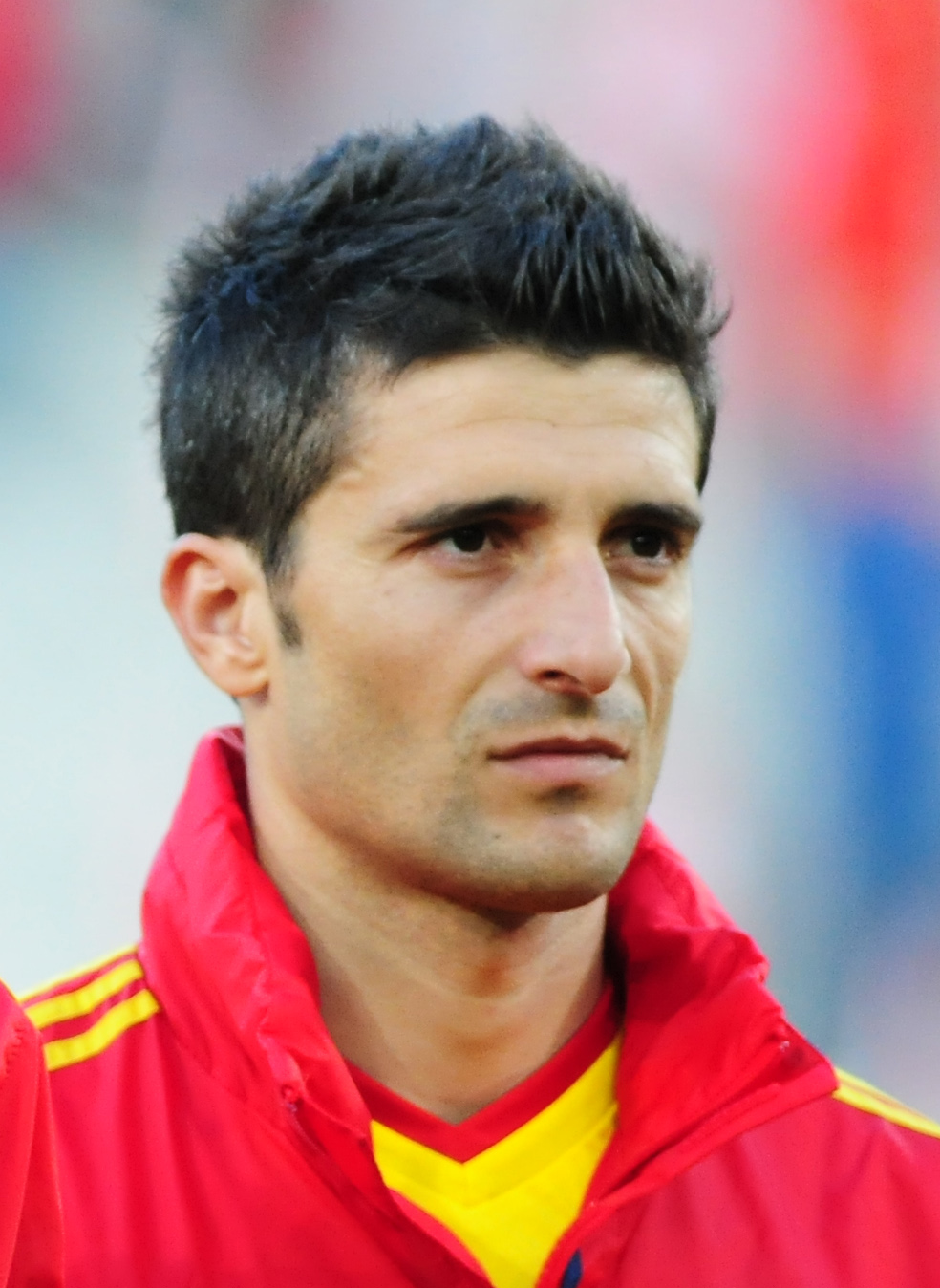
Daniel Niculae, il presidente che ha promosso rapidamente dopo il suo scioglimento nel 2016

L'allenatore di maggior successo Lupa è Valentin Stănescu con il quale Giulesteni ha gestito prestazioni storiche, ha guidato la squadra quando ha vinto due volte la Coppa dei Balcani e il campionato nazionale nel 1966 seguito da Mircea Lucescu e Mircea Rednic che hanno vinto i campionati nel 1999 e nel 2003. Uno degli allenatori più famosi di Giulesti è stato Ion Motroc che ha trascorso 9 anni da giocatore, come allenatore si è concentrato su una delle più grandi sorprese del calcio rumeno, che ha vinto la Coppa di Romania essendo una squadra di Seconda Divisione. , Razvan Lucescu ha guidato il veloce dal 2004 al 2007, quando ha gestito la più grande prestazione europea del club, finendo con il quarto rumeno di Coppa UEFA. Ștefan Auer ha vinto due coppe di Romania consecutive nel periodo tra le due guerre, anche Iuliu Baratky ha vinto due coppe di Romania consecutive. Bazil Marian è stato l'allenatore che ha restituito la coppa a Giulesti dopo un periodo di 30 anni

### Presidenti
Nella storia del Rapid si sono avvicendati molti presidenti, il primo è stato Teofil Copaci che ha fondato il club e ha guidato il Rapid nel periodo tra le due guerre.Il club era guidato dal Ministero dei Trasporti nel periodo prima della guida di George Copos, la maggior parte dei quali Dinu Gheorghe ha guidato la carica di presidente del club. In seguito, questa posizione variava da persona a persona, tra i dirigenti più importanti del Rapid c'era Grigore Sichitiu, Nicolae Manea, la leggenda del club che ha guidato amministrativamente dal 2007 al 2010. Nel 2003, il presidente del Rapid Ioan Becali e Dan Petrescu sono stati spinti dal loro status di "Dinamo" e "Stelist" a baciare la bandiera del Rapid, questo è stato un momento straordinario degli anni 2000. Dănuț Perjă e attualmente il club è guidato da Daniel Niculae che è riuscito a promuovere il club dopo il suo scioglimento nel 2016.

## Palmarès

### Competizioni nazionali
- Campionato rumeno: 3

1966-1967, 1998-1999, 2002-2003
- Liga II: 6

1951-1952, 1954-1955, 1974-1975, 1981-1982, 1989-1990, 2015-2016
- Coppa di Romania: 13

1934-1935, 1936-1937, 1937-1938, 1938-1939, 1939-1940, 1940-1941, 1941-1942, 1971-1972, 1974-1975, 1997-1998, 2001-2002, 2005-2006, 2006-2007
- Supercoppa di Romania: 4

1999, 2002, 2003, 2007
- Coppa di Lega rumena: 1

1994 (non ufficiale)
- Liga III: 1

2018-2019
- Coppa Bessarabia: 1

1941-1942
- Coppa Primavera: 1

1957

### Competizioni internazionali
* Coppa dell'Europa Centrale:  
Finalista: 1940
- Coppa dei Balcani per club: 2

1963-1964, 1965-1966

### Altri piazzamenti
- Campionato rumeno:

Secondo posto: 1932-1933 (gruppo 1), 1936-1937, 1937-1938, 1939-1940, 1940-1941, 1942-1943, 1948-1949, 1950, 1963-1964, 1964-1965, 1965-1966, 1969-1970, 1970-1971, 1997-1998, 1999-2000, 2005-2006
Terzo posto: 1947-1948, 1960-1961, 1968-1969, 1995-1996, 2001-2002, 2003-2004, 2004-2005, 2007-2008
- Coppa di Romania:

Finalista: 1960-1961, 1967-1968, 1994-1995, 1998-1999, 2011-2012
Semifinalista: 1939-1940, 1942-1943, 1953, 1955, 1956, 1958-1959, 1961-1962, 1965-1966, 1966-1967, 1976-1977, 1979-1980, 1988-1989, 1999-2000, 2024-2025
- Supercoppa di Romania:

Finalista: 1998, 2006
- Liga II:

Secondo posto: 2020-2021

## Statistiche e record

### Statistiche di squadra
La squadra del Rapid Bucharest nella stagione 1966-1967, in cui vinse il suo primo titolo nazionale.
Nella sua storia il club giulestiano ha partecipato 66 stagioni in Lega I 15 stagioni in Lega II  : queste statistiche la collocano al terzo posto per numero di partecipazioni in Lega I, dopo Dinamo e La Stella.
Il Rapid ha giocato in 88 edizioni della Coppa di Romania, la prima volta nel 1933-1934, vincendo 13 edizioni, mentre nella Supercoppa di Romania ha avuto dodici presenze, la prima nel 1998, l'ultima nel 2007 . Le competizioni europee prevedono la partecipazione a 95 partite di coppe europee, a 4 competizioni (o 5 se separiamo i vecchi nomi di Coppa UEFA e Champions League in competizioni separate) in 22 stagioni.
Le ciliegie hanno vinto la Coppa di Romania 13 volte e hanno giocato 6 finali di questo evento; hanno trionfato anche in quattro delle sei partite della Supercoppa Italiana a cui hanno partecipato. In termini di coppe europee, Giulestenii ha trionfato nella Coppa dei Balcani nel 1964 (ed è stata l'unica squadra rumena a vincere due volte) e nel Campionato Europeo Ferroviario nel 1968 e ha giocato nella finale del Campionato Europeo Ferroviario nel 1961 e nel 1971.
Dall'istituzione del campionato, la squadra finì tre volte prima, 14 volte seconda, ottenendo il peggior ranking nel campionato 1973-1974 con il 16º posto finale, dal quale ottenne la retrocessione in seconda divisione della Romania. I Cherry Eagles hanno concluso la Divisione A con il miglior attacco del torneo in molte occasioni e sei volte con la migliore difesa. Tra il 1990 e il 2012 il Rapid ha ottenuto i risultati più importanti nella storia recente del club, vincendo due campionati e avanzando nelle coppe europee. Il 14 dicembre 2016 , il Rapid è stato ufficialmente dichiarato fallito, dopo mezza stagione di inattività.

### Statistiche individuali
Il giocatore con più presenze con la squadra è Nicolae Stanciu che ha lavorato per i bianconeri per 12 anni. Inoltre, Ion Ionescu è il capocannoniere della squadra con 107 gol divisi tra Divisione A, Coppa di Romania, Coppe dei Campioni, il numero più alto. per stagioni come capitano della squadra è stato Dumitru Macri che è stato capitano per 14 anni dove ha giocato 221 partite in A e seconda divisione. Ilie Greavu è il secondo giocatore più selezionato con 294 partite per il Rapid, seguito da Constantin Năsturescu che ha 288 partite con la maglia della Giulesti. Daniel Pancuè il secondo capocannoniere del club con 94 gol in 265 partite, seguito da Alexandru Neagu che ha segnato 92 gol.

### Statistiche nelle competizioni UEFA
Tabella aggiornata alla fine della stagione 2018-2019.
| Competizione                  | Partecipazioni | G  | V  | N  | P  | RF  | RS |
| ----------------------------- | -------------- | -- | -- | -- | -- | --- | -- |
| UEFA Champions League         | 3              | 8  | 1  | 3  | 4  | 9   | 11 |
| Coppa delle Coppe             | 3              | 12 | 5  | 3  | 4  | 19  | 16 |
| Coppa UEFA/UEFA Europa League | 13             | 74 | 35 | 16 | 23 | 112 | 72 |
| Coppa delle Fiere             | 2              | 4  | 1  | 0  | 3  | 6   | 14 |
| Coppa Intertoto               | 1              | 4  | 2  | 1  | 1  | 8   | 5  |

## Tifoseria
Il Rapid Bucarest è, secondo un sondaggio del 2013, il terzo club più supportato in Romania. Un'organizzazione unica nel paese è l'"Aristocratic Rapid Club", fondato nel 2000 . Tra i suoi membri ci sono artisti famosi, che mirano a difendere la storia di Rapid e a mantenerne le tradizioni. Nel 1967, l'attore Mihai Ioan organizzò e insegnò ai tifosi a cantare canzoni, diventando così il primo gallerista nella storia del club.

### Storia

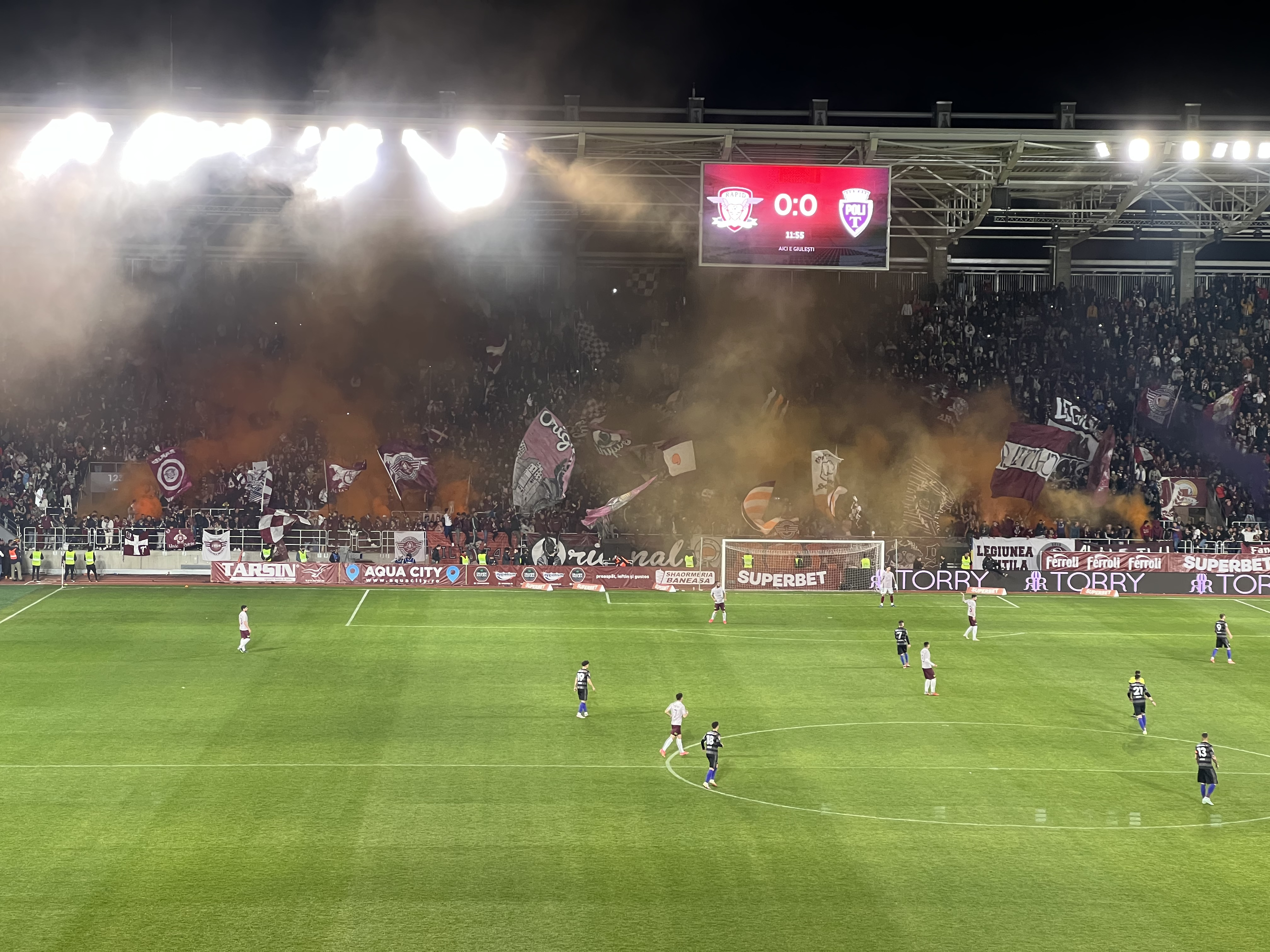
gli ultras del Rapid creano atmosfera nella partita di inaugurazione del nuovo stadio

Fino al 2002, il Rapid Bucarest ha avuto un gallerista che ha resistito alla testa dei fan di 32 anni, Constantin Mincea. La finestra. Era un personaggio con una storia speciale. Si è affermato come leader dei sostenitori attraverso il suo modo di essere aperto, per la sua voce terribilmente rumorosa, ma soprattutto perché ha sempre cercato di risolvere i conflitti, non di generarli o intensificarli. Conosciuto per i canti del Partito Comunista, è morto all'età di 63 anni nel 2005 di cancro. Successivamente, i tifosi sono stati organizzati da Gigi Răducanu, detto "Corsicanu" e Liviu Ungurean detto "Bocciu".
Attualmente gli ultras del Rapid sono rappresentati dal North Lawn e in precedenza anche dalla Tribuna II (T2 Rapid) . I tifosi del Rapid sono stati i primi in Romania a sostenere il movimento ultras negli anni '80, ma i primi gruppi ultras sono stati formati nel 1998, chiamati Official Hooligans , Bombardiers e Ultras Unione .
Successivamente ne apparvero altri come: Torcida Visinie , Maniacs , Brigade 921 , Grant Ultras 06 , Radicals , Chicos del Infierno , Ultra' Stil , Chitila Legion , Devil's Gate , Garnet Girls , SVRB Colletivo , RHV , Original , Capitali o Legione Titan e c'erano altri gruppi nella provincia, in città come: Targoviste, Sibiu, Brasov, Iași, Pașcani, Piatra Neamț, Zalău, Târgu Mureș. Nel 2007, il gruppo di ultras, Pirates, si è spostato in seconda tribuna dello stadio, a seguito di alcune divergenze con il leader Peluza Nord. Furono seguiti da altre brigate del North Lawn . T2 Rapid non ha leader, distinguendosi dall'altro gruppo. Nel tempo ci furono molti conflitti tra le due fazioni e, di conseguenza, i membri dei gruppi della Tribuna II se ne andarono per sempre, costituendo una nuova squadra, ACS Rapid-Frumosii Nebuni ai Giulești . Dal 1980, i tifosi del Rapid considerano i tifosi del Politecnico di Timișoara come alleati, i tifosi di entrambe le squadre hanno l'opportunità di sostenersi a vicenda durante le partite.
Alcuni degli attuali gruppi ultras di Nord Rapid sono Official Hooligans 1998, Bombardiers 1998, Alcoolica 1999, Original 2003, RHV 2010, Legiunea Chitila 2010, Capitali 2018, Militari 2018, Alianta Berceni 2020.

### Gemellaggi e rivalità

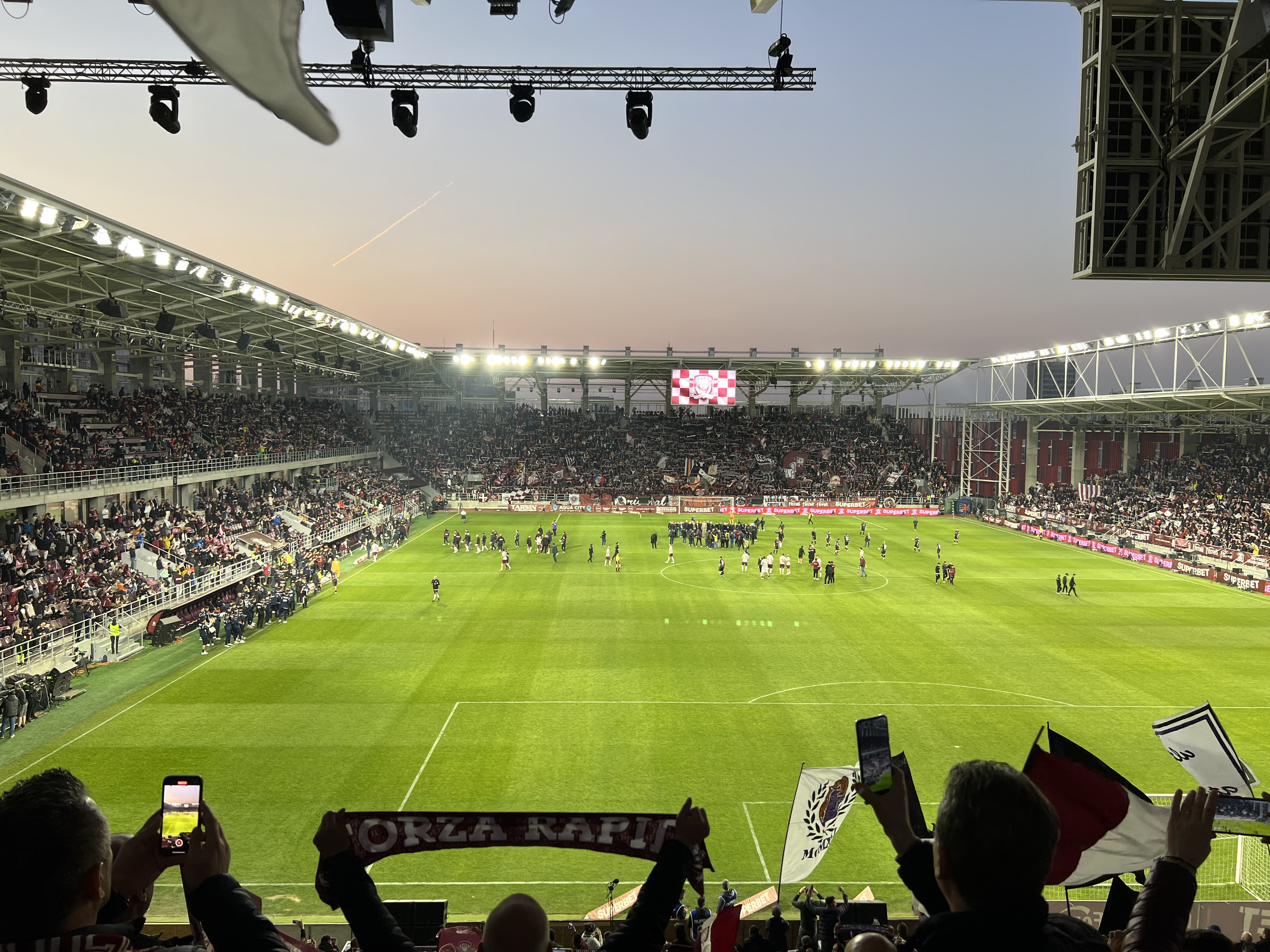
i tifosi del club durante il canto dell'inno rapidista

I tifosi del Politehnica Timișoara e del Rapid Bucuresti sono legati da un'amicizia di 30 anni. L'inizio di questa amicizia risale alla finale della Coppa di Romania nella stagione 1980-81 , quando si giocarono insieme le partite Rapid- Pandurii e Poli Timișoara-U Craiova .  La gente di Olten presente alla partita mostrò solidarietà, motivo per cui i tifosi di Timișoara e Giulești dovettero sostenersi a vicenda. Dopo la Rivoluzione, i tifosi della tribuna del Rapid vennero a Timisoara con delle corone di fiori che deposero al cimitero degli eroi, per commemorare coloro che morirono nel dicembre 1989.
Le rivalità più importanti del club sono contro i vicini FCSB e Dinamo Bucarest . La partita con l'FCSB viene ribattezzata Capital Derby, i due club hanno giocato oltre 130 volte, a cominciare dalla vittoria per 1-0 del Rapid il 4 novembre 1947 (a quel tempo il Rapid si chiamava "CFR") . Diverse partite nel corso degli anni tra FCSB e Rapid si sono concluse con gravi scontri tra i fan.
Le due squadre si distinguono per il loro predominio nel calcio rumeno, insieme all'Dinamo Bucharest . Anche se il Rapid ha vinto solo 3 campionati di calcio rumeni (mentre l' FCSB domina con 26 titoli vinti), domina la Coppa di Romania (23 volte per l' FCSB e 13 volte per il Rapid) e la Supercoppa di Romania (6 volte per l' FCSB e 4 volte per Rapido). La rivalità si estende ad altri sport
Un altro acerrimo rivale del Rapid è Petrolul Ploiești, che aveva il suo precedente quartier generale nella Capitale e con il quale sfida il Primvs Derby , il più antico derby di calcio della Romania. Questo è un incontro feroce in cui le gallerie combattono in coreografie sempre più belle e spingono i loro preferiti. Il primo episodio della rivalità Petrolul - Rapid risale alla stagione 1965-1966 , Petrolul e Rapid hanno combattuto per il titolo di campione rumeno e il popolo di Prahova ha vinto. La squadra allenata in quel momento da Constantin Cernăianu prevalse davanti al rivale e ottenne l'ultimo titolo in campionato nella storia del club.
In passato, il Rapid ha avuto altri rivali di Bucarest come Progresul București o Venus București, ma anche derby contro squadre delle ferrovie rumene come CFR Cluj o CFR Timișoara. Altre rivalità meno importanti sono con l'U Cluj, Farul Constanța, l'U Craiova e UTA Arad . Nell'ultimo periodo si è intensificata la rivalità con Farul Constanța, uno dei motivi è la fraternizzazione dei tifosi Farul con gli FCSB, ma anche la lotta tra le due squadre al vertice della classifica di prima divisione. Le due squadre si sono incontrate anche nelle serie minori, dove hanno disputato partite spettacolari considerando il livello della competizione, soprattutto in tribuna.

## Organico

### Rosa 2024-2025
Rosa e numerazione aggiornate al 28 gennaio 2025.
| N. |                       | Ruolo | Calciatore         |
| -- | --------------------- | ----- | ------------------ |
| 3  | Romania (bandiera)    | D     | Robert Bădescu     |
| 4  | Estonia (bandiera)    | C     | Mattias Käit       |
| 5  | Romania (bandiera)    | D     | Alexandru Pașcanu  |
| 6  | Romania (bandiera)    | D     | Paul Iacob         |
| 7  | Romania (bandiera)    | A     | Claudiu Micovschi  |
| 9  | Camerun (bandiera)    | A     | Clinton N'Jie      |
| 10 | Romania (bandiera)    | C     | Claudiu Petrila    |
| 11 | Serbia (bandiera)     | A     | Borisav Burmaz     |
| 12 | Austria (bandiera)    | P     | Franz Stolz        |
| 13 | Romania (bandiera)    | D     | Denis Ciobotariu   |
| 14 | Slovacchia (bandiera) | C     | Jakub Hromada      |
| 17 | Romania (bandiera)    | C     | Ștefan Pănoiu      |
| 19 | Romania (bandiera)    | D     | Răzvan Onea        |
| 20 | Romania (bandiera)    | C     | Constantin Grameni |

| N. |                    | Ruolo | Calciatore                   |
| -- | ------------------ | ----- | ---------------------------- |
| 21 | Romania (bandiera) | D     | Cristian Ignat               |
| 21 | Romania (bandiera) | D     | Cristian Manea               |
| 22 | Romania (bandiera) | D     | Cristian Săpunaru (capitano) |
| 25 | Belgio (bandiera)  | C     | Xian Emmers                  |
| 26 | Romania (bandiera) | C     | Alexandru Crivac             |
| 27 | Romania (bandiera) | C     | Claudiu Petrila              |
| 29 | Romania (bandiera) | C     | Gabriel Gheorghe             |
| 30 | Romania (bandiera) | A     | Alexandru Stan               |
| 34 | Romania (bandiera) | C     | Andrei Șucu                  |
| 45 | Gabon (bandiera)   | A     | Aaron Boupendza              |
| 90 | Romania (bandiera) | P     | Virgil Drăghia               |
| 96 | Francia (bandiera) | C     | Jayson Papeau                |
| 99 | Romania (bandiera) | P     | Bogdan Ungureanu             |

### Rosa 2023-2024
Rosa e numerazione aggiornate al 24 gennaio 2024.
| N. |                    | Ruolo | Calciatore                   |
| -- | ------------------ | ----- | ---------------------------- |
| 1  | Romania (bandiera) | P     | Codruț Sandu                 |
| 5  | Romania (bandiera) | D     | Cristian Ignat               |
| 6  | Romania (bandiera) | D     | Paul Iacob                   |
| 9  | Nigeria (bandiera) | A     | David Ankeye                 |
| 10 | Camerun (bandiera) | A     | Clinton N'Jie                |
| 14 | Estonia (bandiera) | C     | Mattias Käit                 |
| 17 | Romania (bandiera) | C     | Ștefan Pănoiu                |
| 19 | Romania (bandiera) | D     | Răzvan Onea                  |
| 22 | Romania (bandiera) | D     | Cristian Săpunaru (capitano) |
| 24 | Romania (bandiera) | D     | Alexandru Pașcanu            |

| N. |                    | Ruolo | Calciatore        |
| -- | ------------------ | ----- | ----------------- |
| 25 | Belgio (bandiera)  | C     | Xian Emmers       |
| 26 | Romania (bandiera) | C     | Alexandru Crivac  |
| 27 | Romania (bandiera) | C     | Claudiu Petrila   |
| 29 | Romania (bandiera) | C     | Gabriel Gheorghe  |
| 30 | Romania (bandiera) | A     | Alexandru Stan    |
| 32 | Romania (bandiera) | A     | Claudiu Micovschi |
| 90 | Romania (bandiera) | P     | Virgil Drăghia    |
| 96 | Francia (bandiera) | C     | Jayson Papeau     |
| 99 | Romania (bandiera) | P     | Bogdan Ungureanu  |

### Rosa 2022-2023
Rosa e numerazione aggiornate al 2 maggio 2023.
| N. |                      | Ruolo | Calciatore                   |
| -- | -------------------- | ----- | ---------------------------- |
| 1  | Romania (bandiera)   | P     | Codruț Sandu                 |
| 3  | Romania (bandiera)   | D     | Florin Ștefan                |
| 4  | Croazia (bandiera)   | C     | Ljuban Crepulja              |
| 5  | Romania (bandiera)   | D     | Cristian Ignat               |
| 6  | Romania (bandiera)   | D     | Paul Iacob                   |
| 7  | Romania (bandiera)   | C     | Antonio Sefer                |
| 8  | Romania (bandiera)   | C     | Andrei Ciobanu               |
| 9  | Romania (bandiera)   | A     | Valentin Costache            |
| 10 | Romania (bandiera)   | C     | Alexandru Ioniță             |
| 13 | Brasile (bandiera)   | D     | Júnior Morais                |
| 14 | Estonia (bandiera)   | C     | Mattias Käit                 |
| 15 | Martinica (bandiera) | D     | Damien Dussaut               |
| 17 | Romania (bandiera)   | C     | Ștefan Pănoiu                |
| 19 | Romania (bandiera)   | D     | Răzvan Onea                  |
| 21 | Romania (bandiera)   | D     | Dragoș Grigore               |
| 22 | Romania (bandiera)   | D     | Cristian Săpunaru (capitano) |

| N. |                        | Ruolo | Calciatore          |
| -- | ---------------------- | ----- | ------------------- |
| 23 | Romania (bandiera)     | C     | Alexandru Albu      |
| 25 | Belgio (bandiera)      | C     | Xian Emmers         |
| 26 | Romania (bandiera)     | C     | Alexandru Crivac    |
| 29 | Romania (bandiera)     | C     | Gabriel Gheorghe    |
| 30 | Romania (bandiera)     | A     | Alexandru Stan      |
| 31 | Romania (bandiera)     | P     | Horațiu Moldovan    |
| 35 | Francia (bandiera)     | A     | Hervin Ongenda      |
| 42 | Paesi Bassi (bandiera) | A     | Kevin Luckassen     |
| 45 | Croazia (bandiera)     | A     | Marko Dugandžić     |
| 57 | Francia (bandiera)     | A     | Younes Bnou Marzouk |
| 70 | Nigeria (bandiera)     | C     | Funsho Bamgboye     |
| 77 | Romania (bandiera)     | D     | Claudiu Belu        |
| 90 | Romania (bandiera)     | P     | Virgil Drăghia      |
| 96 | Francia (bandiera)     | C     | Jayson Papeau       |
| 99 | Romania (bandiera)     | P     | Bogdan Ungureanu    |

### Rosa 2021-2022
Aggiornata al 15 febbraio 2022.
| N. |                      | Ruolo | Calciatore                   |
| -- | -------------------- | ----- | ---------------------------- |
| 1  | Romania (bandiera)   | P     | Valentin Mărgărit            |
| 4  | Croazia (bandiera)   | C     | Ljuban Crepulja              |
| 5  | Romania (bandiera)   | A     | Ciprian Popescu              |
| 6  | Romania (bandiera)   | D     | Cristian Ignat               |
| 7  | Romania (bandiera)   | C     | Antonio Sefer                |
| 8  | Romania (bandiera)   | A     | Nicolae Carnat               |
| 9  | Romania (bandiera)   | A     | Adrian Bălan                 |
| 10 | Romania (bandiera)   | C     | Rareș Ilie                   |
| 11 | Brasile (bandiera)   | D     | Júnior Morais                |
| 13 | Romania (bandiera)   | C     | Lucian Goge                  |
| 14 | Estonia (bandiera)   | C     | Mattias Käit                 |
| 16 | Romania (bandiera)   | A     | Alexandru Despa              |
| 17 | Romania (bandiera)   | C     | Ștefan Pănoiu                |
| 18 | Marocco (bandiera)   | C     | Saifeddine Alami             |
| 19 | Romania (bandiera)   | D     | Răzvan Onea                  |
| 20 | Romania (bandiera)   | C     | Romario Moise                |
| 21 | Argentina (bandiera) | D     | Matías Pérez                 |
| 22 | Romania (bandiera)   | D     | Cristian Săpunaru (Capitano) |

| N. |                       | Ruolo | Calciatore          |
| -- | --------------------- | ----- | ------------------- |
| 23 | Romania (bandiera)    | C     | Cristian Albu       |
| 24 | Romania (bandiera)    | C     | Alexandru Catrici   |
| 25 | Romania (bandiera)    | D     | Robert Stănici      |
| 26 | Romania (bandiera)    | C     | Ștefan Ghinea       |
| 27 | Romania (bandiera)    | D     | Dragoș Grigore      |
| 29 | Romania (bandiera)    | C     | Albert Stahl        |
| 30 | Romania (bandiera)    | D     | Alexandru Dandea    |
| 31 | Romania (bandiera)    | P     | Horațiu Moldovan    |
| 32 | Romania (bandiera)    | D     | Antonio Dumitrescu  |
| 44 | Romania (bandiera)    | D     | Alin Demici         |
| 57 | Marocco (bandiera)    | A     | Younes Bnou Marzouk |
| 71 | Slovacchia (bandiera) | A     | Jakub Vojtuš        |
| 77 | Romania (bandiera)    | D     | Claudiu Belu        |
| 80 | Romania (bandiera)    | C     | Alexandru Ioniță    |
| 90 | Romania (bandiera)    | P     | Virgil Drăghia      |
| 94 | Romania (bandiera)    | C     | Cătălin Hlistei     |
|    | Francia (bandiera)    | C     | Hervin Ongenda      |
|    | Belgio (bandiera)     | C     | Xian Emmers         |

### Rosa 2020-2021
Aggiornata al 19 gennaio 2021.
| N. |                      | Ruolo | Calciatore               |
| -- | -------------------- | ----- | ------------------------ |
| 1  | Australia (bandiera) | P     | Harrison Devenish-Meares |
| 2  | Grecia (bandiera)    | D     | Anestis Nastos           |
| 3  | Romania (bandiera)   | D     | Luca Florică             |
| 4  | Romania (bandiera)   | D     | Alexandru Catrici        |
| 5  | Croazia (bandiera)   | D     | Ivica Žunić              |
| 6  | Moldavia (bandiera)  | D     | Cristian Ignat           |
| 7  | Romania (bandiera)   | C     | Antonio Sefer            |
| 8  | Romania (bandiera)   | C     | Rareș Lazăr              |
| 9  | Romania (bandiera)   | A     | Adrian Bălan             |
| 10 | Romania (bandiera)   | C     | Marian Drăghiceanu       |
| 11 | Romania (bandiera)   | A     | Alexandru Ioniță         |
| 13 | Romania (bandiera)   | C     | Petre Goge               |
| 15 | Moldavia (bandiera)  | D     | Enrichi Finica           |
| 16 | Romania (bandiera)   | D     | Vlad Mocioacă            |
| 17 | Romania (bandiera)   | C     | Ștefan Pănoiu            |

| N. |                    | Ruolo | Calciatore             |
| -- | ------------------ | ----- | ---------------------- |
| 18 | Romania (bandiera) | C     | Octavian Ursu          |
| 19 | Romania (bandiera) | C     | Rareș Ilie             |
| 20 | Romania (bandiera) | C     | Daniel Benzar          |
| 21 | Romania (bandiera) | C     | Bogdan Barbu           |
| 22 | Romania (bandiera) | D     | Mircea Leasă           |
| 23 | Romania (bandiera) | P     | Alexandru Tătaru       |
| 28 | Romania (bandiera) | D     | Ionuț Voicu (capitano) |
| 30 | Romania (bandiera) | C     | Raul Costin            |
| 31 | Romania (bandiera) | P     | Horațiu Moldovan       |
| 32 | Romania (bandiera) | C     | Amir Jorza             |
| 88 | Romania (bandiera) | D     | Alexandru Dandea       |
| 90 | Romania (bandiera) | P     | Virgil Drăghia         |
| 94 | Romania (bandiera) | C     | Cătălin Hlistei        |
| 98 | Romania (bandiera) | A     | Nichifor Georgescu     |
| 99 | Liberia (bandiera) | A     | Emmanuel Ernest        |

### Rosa 2019-2020
Aggiornata al 14 marzo 2020.
| N. |                            | Ruolo | Calciatore         |
| -- | -------------------------- | ----- | ------------------ |
| 1  | Romania (bandiera)         | P     | Mihai Popa         |
| 2  | Romania (bandiera)         | D     | Robert Băjan       |
| 3  | Rep. Dominicana (bandiera) | D     | Tano Bonnín        |
| 4  | Romania (bandiera)         | D     | Alexandru Iacob    |
| 5  | Romania (bandiera)         | D     | Bogdan Manole      |
| 6  | Moldavia (bandiera)        | D     | Cristian Ignat     |
| 7  | Romania (bandiera)         | C     | Antonio Sefer      |
| 8  | Romania (bandiera)         | C     | Rareș Lazăr        |
| 9  | Romania (bandiera)         | A     | Valentin Alexandru |
| 10 | Romania (bandiera)         | C     | Marian Drăghiceanu |
| 11 | Romania (bandiera)         | C     | Alin Cârstocea     |
| 13 | Romania (bandiera)         | C     | Petre Goge         |
| 14 | Francia (bandiera)         | A     | Brighton Labeau    |
| 15 | Moldavia (bandiera)        | D     | Enrichi Finica     |

| N. |                    | Ruolo | Calciatore             |
| -- | ------------------ | ----- | ---------------------- |
| 16 | Romania (bandiera) | A     | Nichifor Georgescu     |
| 17 | Romania (bandiera) | C     | Ștefan Pănoiu          |
| 18 | Marocco (bandiera) | C     | Saifeddine Alami       |
| 19 | Romania (bandiera) | C     | Geani Crețu            |
| 20 | Austria (bandiera) | C     | Sandro Djurić          |
| 22 | Uruguay (bandiera) | C     | Facundo Píriz          |
| 23 | Romania (bandiera) | P     | Alexandru Tătaru       |
| 26 | Uruguay (bandiera) | D     | Facundo Mallo          |
| 28 | Romania (bandiera) | D     | Ionuț Voicu (capitano) |
| 32 | Romania (bandiera) | C     | Amir Jorza             |
| 90 | Romania (bandiera) | P     | Virgil Drăghia         |
| 94 | Romania (bandiera) | C     | Cătălin Hlistei        |
| 97 | Romania (bandiera) | C     | Alexandru Dulca        |
| 98 | Romania (bandiera) | D     | Paul Copaci            |